# ノバルティスファーマ Healthy Wave
『ノバルティスファーマ Healthy Wave』（ノバルティスファーマ・ヘルシーウェイブ）は、2022年10月よりFMラジオ局を中心に期間限定で放送される健康をテーマにした情報番組である。ノバルティスファーマの一社提供番組。

## 概要
身近な健康にまつわるテーマを共通化しながらも、番組のパーソナリティは参加局ごとに異なる企画ネット番組である。参加局はJFLの加盟局（J-WAVEを除く）が中心だが、独立局のFm yokohamaやJRN・NRNの双方に加盟するクロスネット局のRSKラジオも参加している。
番組の内容は、参加局ごとの企画ネットパートとFM802が製作した全国ネットのパートを組み合わせた構成となっている。番組の放送順序は次の通りである。
- オープニング（参加局ごと）→CM→企画ネットパート(1)→全国ネットパート→企画ネットパート(2)→CM→エンディング（参加局ごと）

企画ネットパートでは、番組コンセプトに合わせた楽曲を交えながら、その日のテーマに合わせたメール読みやパーソナリティによるトークがメインとなっている。一方、全国ネットパートではFM802のパーソナリティ・深町絵里が下澤達雄（日本高血圧学会理事）と高血圧をテーマにした対談を行う。

## 参加局
放送日時の早い順から記載。全局、『radiko』・『radiko.jpプレミアム』で聴取可能。
| 放送対象地域 | 放送局名      | ネットワーク | 放送日時           | パーソナリティ    | 内包番組              |
| ------------ | ------------- | ------------ | ------------------ | ----------------- | --------------------- |
| 愛知県       | ZIP-FM        | JFL          | 木曜 20:09 - 20:39 | 町田こーすけ      | SUPER CAST            |
| 岡山県       | RSKラジオ     | JRN NRN      | 金曜 12:30 - 13:00 | 安井優子 相田翔吾 | あもーれ!マッタリーノ |
| 神奈川県     | Fm yokohama   | 独立局       | 金曜 18:20 - 18:50 | じゅんご 舘谷春香 | Tresen                |
| 大阪府       | FM802         | JFL          | 金曜 20:15 - 20:45 | 深町絵里          | AWESOME FRIDAYS       |
| 北海道       | FM NORTH WAVE | JFL          | 土曜 8:00 - 8:30   | 加藤ジュン        | 単独番組              |
| 福岡県       | CROSS FM      | JFL          | 日曜 16:00 - 16:30 | 八木徹            | 単独番組              |

## その他
当番組は『FMラジオプログラム』と称しているが、参加局の1つであるRSKラジオはAMラジオ局である。ただし、RSKラジオはワイドFMを有していることから、実質的には全ての参加局がFMラジオ局であると解釈することができる。なお、ノバルティスファーマのFacebookに載っている当番組の記事には、参加局の周波数が全てMHzの表示となっている。